# Мишин, Андрей Валерьевич
Андрей Валерьевич Мишин (род. 24 июня 1964 года, Свердловск, РСФСР, СССР) —  российский  скульптор, медальер, член Творческого союза художников России

## Биография
Родился в 24 июня 1964 года в городе Екатеринбурге (Свердловске). В 1982 году окончил художественно-профессиональное училище № 42, специальность «ювелир». В 1990 году окончил Уральский государственный университет, квалификация «искусствовед». В 1998 г. переехал из Екатеринбурга в Санкт-Петербург.
С 2001 года - член Ассоциации искусствоведов и критиков АИС National Section of AICA. С 2003 года - член Санкт-Петербургского Творческого союза художников. С 2015 года - член FIDEM Fédération Internationale de la Médaille d'Art International Art Medal Federation. Участник художественных выставок с 1988 года.

## Награды и премии
- 2010	Диплом, премия Информационного агентства Росбалт проект «Петербургский авангард-топ 20»

- 2011	Диплом ЦВЗ «Манеж» ежегодной выставки новых произведений петербургских художников «Петербург 2010»

- 2013	Две Серебряные медали Творческого Союза художников России «За вклад в отечественное изобразительное искусство»

## Оценки коллег
…композиционные решения нередко сводятся к знаковой форме. Художник до предела абстрагирует мотив, отбрасывая все мелкие детали. При небольших размерах скульптур, внутренняя экспрессивность достигается благодаря точно прочувствованным пропорциям и архитектонике. Пространство, замершее в успокоении формы; мгновение бытия, заключающее в себе высокий духовный замысел
 — Л. Л. Корж, художественный критик, заслуженный работник культуры Российской Федерации.
Открытый в 2007 году во дворе здания Двенадцати Коллегий скульптурный ансамбль «Гефсиманский сад: Жертва. Любовь. Единение» знакомит зрителя с творчеством современного петербургского скульптора Мишина Андрея Валерьевича. Темы младенчества Христа и последних дней Его земной жизни отражены в сюжетах композиций «Отдых на Пути в Египет», «Омовение ног», «Целование Иуды», «Взятие под стражу» и «Иисус перед Пилатом». В творчестве скульптора евангелические символы и образы занимают большое место. В скульптурном комплексе «Гефсиманский сад» скульптор находит адекватную пластику форм, создавая языком скульптуры мир сакральных образов. Целостность ансамбля, смысловая и пластическая законченность – всё это позволяет говорить о его значимости, как для университета, так и для Санкт-Петербурга
 — Владимир Гусев, директор Государственного Русского музея.
Храмовые двери исполнены для домового храма в Малых Ижорах. Левая часть посвящена сюжетам из Ветхого Завета: Каин и Авель, Ковчег, Жертвоприношение Авраама, Сон Иакова, Борьба Иакова с Ангелом, Суд Соломона, История Ионы, Взятие Иерихона, Вавилонская башня. Пластический стиль горельефов опирается на опыт европейского модернизма XX века, сохраняющего в своей основе внимание к фигуративному обобщенному рисунку, усиленному авторской экспрессией. Обращение к вечным сюжетам, соединенным в многофигурный ансамбль, отвечает принципам русской ментальности, традиционно объединяющей нравственные вопросы в уникальную мировоззренческую систему. Прием использования в качестве фона ветхозаветных текстов напоминает о неразрывной связи в русском искусстве словесного и образного ряда
 — А. Успенский, кандидат искусствоведения, ведущий научный сотрудник Государственного Русского музея.

## Публикации
- Бахтияров Р.А. Книги премудрости в медальерном искусстве Андрея Мишина // Книга премудрости Соломона. Книга премудрости Иисуса, сына Сирахова. – СПб: Вита Нова, 2016. – С. 331-344.
- Васильева Д. В Петербурге появился Гефсиманский сад // Смена. – 2007 — 29 ноября.
- Во дворе Петербургского университета открылась скульптурная композиция «Гефсиманский сад» //Вода живая. Санкт-Петербургский церковный вестник. – 2007. – 29 ноября.

- Гефсиманский сад: Жертва. Любовь. Единение //Санкт-Петербургский университет. – 2007. – No 18 (3766). – С. 16.

- Григорян В. «Веселясь пред лицем его»: Интервью со скульптором А.Мишиным // Вера-Эском: Христианская православная газета Севера России. – 2016. – 24 июля.

- Дагилайский А. Гефсиманский сад в университетском дворе //Российская газета. — 2007. – 30 ноября.

- Козлова Ж. Абстрактный поцелуй Иуды // На Невском. – 2008. – No 10 (141). – С. 18.

- Мельникова Д. Знай и люби свой университетский городок // Санкт-Петербургский университет». – 2009. – No 12 (3798). – С. 31-32.

- Мельникова Д. Открытие искусства // Санкт-Петербургский университет. – 2007. – No 19 (3767). – С. 56 — 58.

- Успенский А. Храмовые двери // Врата и двери. Альманах Русского музея. Вып 2947 – Санкт-Петербург: Palace Editions . – 2011 г. – С. 28.

- Христос пришел в СПбГУ // Санкт-Петербургские ведомости. — 2007. – 29 ноября.

- Bueno Mecedes. Medallas de autor, la monumentalidad del arte en su version mas reducida // Diario de Teruel. – 2018. — 01.01;

- Volkova Uliana. Medals by Andrey Mishin in the collection of the Pushkin Museum of Fine Arts // Medailles: Magazine of the International Art Medal Federation FIDEM / FIDEM XXXIII Art Medal World Congress. – Ghent, 2016. – P. 205 — 208.